# Emster Kanal
Als Emster Kanal beziehungsweise Emster Gewässer werden der über weite Strecken kanalartig ausgebaute Fluss Emster, die Seenstrecken über den Lehniner Klostersee, den Netzener See und den Rietzer See sowie die künstlich geschaffenen Kanalabschnitte zwischen der heutigen Gemeinde Kloster Lehnin und der Havel im Gebiet der Stadt Brandenburg an der Havel bezeichnet.

## Name
Die mittelalterlichen Bezeichnungen für das Gewässer waren Demester (1351), Dempstar (1374), Demster (1380) und deinster (1441/45). Der Name ist wohl germanischen Ursprungs und leitet sich von der germ. Wurzel *dē¹m- für 'dunkel' und dem Suffix -str- ab.

## Geografische Lage
Der Oberlauf des Emster Kanals liegt im Landkreis Potsdam-Mittelmark am nördlichen Rand der Zauche. Die Länge der Emster ist von der Quelle bis zur Mündung mit 20,9 Kilometern angegeben. Die Landeswasserstraße ist 15,67 Kilometer lang. Die Emster Gewässer haben ein nur geringes Gefälle. Sie liegen durchschnittlich in einer Höhe von 29 Meter über Normalnull und münden aus Richtung Süden kommend in die Untere Havel-Wasserstraße am Kilometer 51,70 gegenüber dem Dorf Klein Kreutz in Brandenburg an der Havel.

## Verlauf
Die Emster beginnt unmittelbar beim Dorf Rädel südlich Lehnins. Nach der Passage mehrerer kleinerer Seen mündet sie von Süden kommend in den Lehniner Klostersee ein. Der Emster Kanal stattdessen beginnt blind etwas weiter westlich in Lehnin in einer kesselartigen Verbreiterung, die dem Kehren früherer Lastkähne diente. Der Kanal verläuft in nördlicher Richtung. Der erste Kanalabschnitt wird von zwei kleineren Brückenbauwerken überspannt und mündet nach etwa 1,6 Kilometer im südwestlichen Bereich des Klostersees. Im weiteren Verlauf verbindet ein kurzer Kanalabschnitt den Klostersee mit dem Netzener See durch das Dorf Nahmitz. Dieser Teil des Kanals wird von der Bundesautobahn 2 und einer Ortsstraße gekreuzt. Der dritte Kanalabschnitt verbindet den Netzener mit dem Rietzer See. Eine kleine Brücke im Verlauf eines Feldweges überspannt diesen Abschnitt und dient vor allem Landwirtschaftsfahrzeugen.
Der letzte kanalartige Abschnitt der Emster Gewässer hat etwa eine Länge von 5,8 Kilometer und verläuft vom Rietzer See zur Havel. Er wird von vier Brücken überspannt. Dies sind eine kleine Brücke für Landwirtschaftsfahrzeuge, eine Eisenbahnbrücke der Bahnstrecke Berlin–Magdeburg, eine Brücke der Bundesstraße 1 und eine weitere kleine Brücke kurz vor der Mündung. Die Mündung des Emster Kanals liegt in einem alten Mäander, der Krummen Havel. Über ihre gesamte Länge ist die biologische Gewässergüte der Emster mit der Güteklasse III angegeben. Der Fluss gilt als stark verschmutzt.

## Landeswasserstraße
Die Emster Gewässer sind eine Landeswasserstraße des Landes Brandenburg. Sie beginnt an der Straßenbrücke Lehnin der Landesstraße 86 (L 86). Laut Landesschifffahrtsverordnung gehören zu den Emster Gewässern der Klostersee, der Strenggraben, der Netzener See, der Rietzer See, die angelegten Kanalstücke und die Reste des Flusses. Dazugezählt wird auch der Torfstichsee Emster Schlauch. Die Gewässer dürfen nur noch von kleineren Sportbooten befahren werden. Es gilt die Landesschifffahrtsverordnung (LSchiffV). Die durchschnittliche Wassertiefe in der Fahrrinne beträgt kaum mehr als ein Meter. Die Durchfahrtshöhe der Brücken beträgt maximal drei Meter. Alle genannten Gewässer sind schleusenlos miteinander verbunden.

## Brücken
Über die Landeswasserstraße führen acht Brücken, beginnend in Lehnin nach Norden.
| Nummer | km        | Fotografie                                                                           | Name der Brücke / Ort                                            | Anmerkungen | Lage   |
| ------ | --------- | ------------------------------------------------------------------------------------ | ---------------------------------------------------------------- | --- | ------ |
| 1      | ca. 16,20 | Straßenbrücke im Ort Kloster Lehnin, führt die Landesstraße 88 über den Emster Kanal | Straßenbrücke Lehnin Kloster Lehnin                              | Landesstraße 88, Bahnhofstraße                                                                                         | Karten |
| 2      | 12,80     | Straßenbrücke Nahmitz                                                                | Straßenbrücke in Nahmitz Kloster Lehnin, OT Nahmitz              | Alte Göhlsdorfer Straße über den Emster Kanal.                                                                         | Karten |
| 3      | 12,10     | Autobahnbrücke Nahmitz                                                               | BAB 2 Kloster Lehnin, OT Nahmitz                                 | Brücke der Bundesautobahn 2 über den Emster Kanal.                                                                     | Karten |
| 4      | 10,00     | Wegebrücke nördlich des Netzener See                                                 | Wegebrücke nördlich des Netzener See Kloster Lehnin, OT Netzen   | Landwirtschaftlich genutzte Wegebrücke zwischen dem Netzener See und dem Rietzer See im Naturschutzgebiet Rietzer See. | Karten |
| 5      | 5,50      |                                                                                      | Wegebrücke nördlich des Rietzer Sees Kloster Lehnin, OT Rietz    | Landwirtschaftlich genutzte Wegebrücke nördlich des Rietzer Sees.                                                      | Karten |
| 6      | 2,20      |                                                                                      | Eisenbahnbrücke Brandenburg an der Havel, OT Gollwitz            | Bahnstrecke Berlin–Magdeburg                                                                                           | Karten |
| 7      | 2,02      | Brücke B1 Emster Kanal bei Golzow                                                    | Straßenbrücke bei Gollwitz Brandenburg an der Havel, OT Gollwitz | Bundesstraße 1 | Karten |
| 8      | 0,45      | Brücke Weg Havelufer bei Golzow                                                      | Wegebrücke Havelufer Brandenburg an der Havel, OT Gollwitz       | Landwirtschaftlicher Weg                                                                                               | Karten |

## Entstehung

Ausschnitt einer Pharus-Karte von 1903

Der Wasserreichtum in der Gegend um Lehnin ist ein Ergebnis der letzten Eiszeit. Ursprünglich war die gesamte Region sumpfig oder teilweise mit Wasser bedeckt. Natürliche Veränderungen des Grundwasserspiegels und die Meliorationsarbeiten der sich ansiedelnden Bevölkerung unter der Anleitung der Mönche des Zisterzienserklosters haben großen Anteil am heutigen Aussehen der Landschaft. Einige Seen, wie der Klostersee, der Netzener See und der Rietzer See sind natürlichen Ursprungs. Aber schon die Namensherkunft der Emster nimmt den späteren Ausbau voraus. Der Name lässt sich auf germanisch Amistra aus indogermanisch am- mit der Bedeutung Flussbett, Graben zurückführen.
Nachdem ein früherer Havelarm immer mehr verlandete, begann man im 19. Jahrhundert den Emster Kanal anzulegen, um den Ziegeltransport auf dem Wasserweg zur Havel zu ermöglichen. Der Emstaler Schlauch und der Kellner Fenn dienten in den 80er Jahren des 19. Jahrhunderts der Torfgewinnung und sind so entstanden. Daneben existieren auch Seen, die sich durch den Tonabbau für die Ziegelherstellung bildeten. Dazu gehören der Traumsee und die Erdelöcher in Netzen. Dort wurde früher Ton abgebaut und mit einer Lorenbahn zu den Ziegeleien am Ortsrand von Netzen transportiert. Ihre nahezu heutigen Formen erhielten die Emster Gewässer in der Zeit von 1866 bis 1872. Eine damalige Genossenschaft von Ziegeleibesitzern trieb den Bau einer schiffbaren Wasserstraße zwischen dem Klostersee und der Hauptwasserstraße Havel voran. Im Dorf Nahmitz wurden damals zwei Ziegeleien erwähnt. Die kanalisierten Teilabschnitte entstanden durch Neuanlagen. Sie wurden teilweise geradlinig durch die flache Wiesenlandschaft am Nordrand der Zauche gegraben. Miteinbezogen in den Ausbau wurde der vorhandene kleine Flachlandfluss Emster. Seine Ufer wurden befestigt und er wurde teilweise vertieft. Dieser Wasserweg wurde benötigt für den wirtschaftlichen Transport von Holz, Torf und Ziegelsteinen. Mit der Einführung der Ringöfen wurden die Produktionszahlen drastisch erhöht. Diese Ziegel wurden dann auf dem Emster Kanal in großen Mengen per Schiff zur Havel und weiter unter anderem in die früheren Residenzstädte nach Potsdam und Berlin transportiert. Im Gegenzug wurden große Mengen Kohle für den Brennvorgang zu den Ziegeleien gebracht. Ebenso wurden große Mengen Torf gestochen und als preisgünstiges Brennmaterial per Schiff in die sich entwickelnden Städte verschifft. Schon 30 Jahre nach seinem Ausbau verlor der Kanal an Bedeutung, da dann die Lehniner Kleinbahn einen Großteil des Gütertransports übernahm. Vom alten Fluss Emster selber sind im Bereich des kanalartigen Ausbaus nur kurze Abschnitte erhalten geblieben. Etwa einen Kilometer westlich der heutigen Mündung erkennt man noch heute die ehemalige Flussmündung in die Havel.

## Die Seen

### Klostersee
Der Klostersee bei Lehnin erstreckt sich zwischen Lehnin und Nahmitz. Er umfasst eine Fläche von 38 Hektar und liegt im Mittel 29 m ü. NN. Er weist im mittleren Bereich eine Tiefe von 4 bis 6 m auf.

### Netzener See

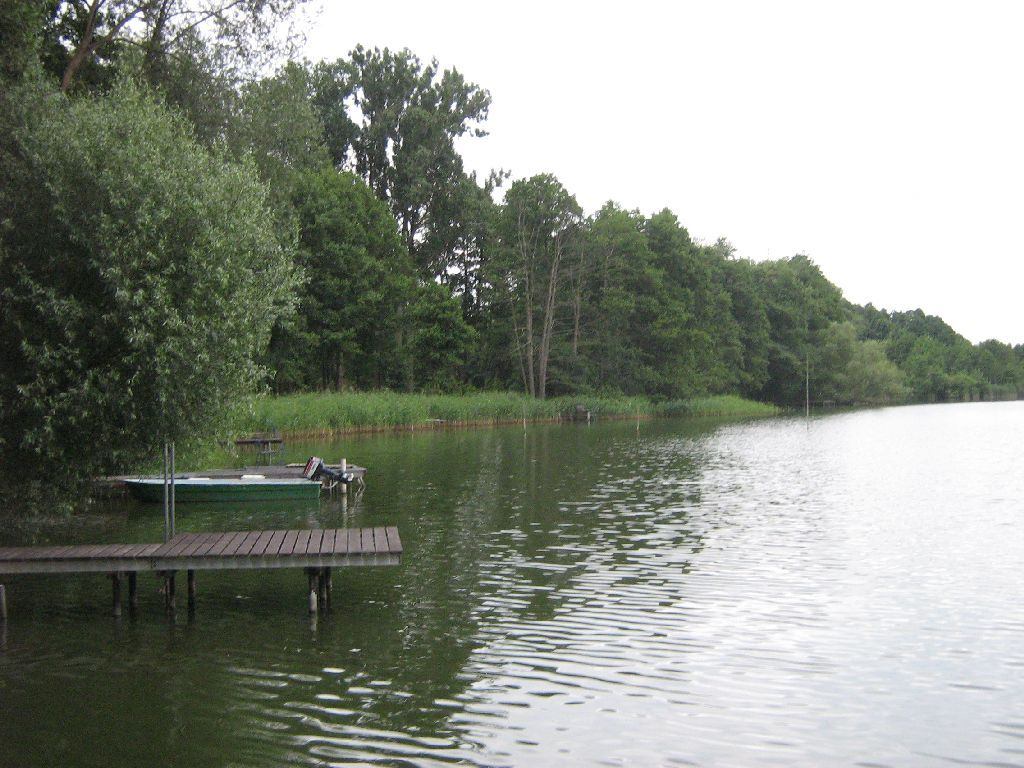
Am Netzener See

Der Netzener See ist ein typisch eutropher See in dieser nacheiszeitlichen Landschaft. Er ist etwa 2,4 km lang und an der breitesten Stelle zwischen den Gemarkungen Netzen und Trechwitz etwa 1100 Meter breit. Seine schmalste Stelle misst kaum 250 Meter. Die durchschnittliche Tiefe beträgt 2 m. Die Ufer sind röhrichtgesäumt und er ist nur an einer Stelle gut zugänglich. Dort befinden sich eine Badestelle und die Anlegestelle eines kleinen Fahrgastschiffes. Durch ungeklärten Nährstoffeintrag in das Gewässer kam es in den letzten Jahren zu einer vermehrten Blaualgenblüte und damit zu einer Verschlechterung der Wasserqualität.

### Rietzer See
Der Rietzer See ist ein eutropher Flachsee von etwa 4 Kilometern Länge und einer durchschnittlichen Wassertiefe von 80 Zentimetern. Er wird als Kernstück der Emster Gewässer bezeichnet und vom Emster Kanal durchquert. Seine reine Wasserfläche hat eine Größe von 450 Hektar. Der See wird von breiten Röhrichtzonen gesäumt. Diesen vorgelagert ist ein ausgedehnter Schwimmblattgürtel. Die Hochfläche des Lehniner Landes (Zauche) überragt den See bis zu zwanzig Meter im Süden und Osten. Sie geht seicht abfallend unmittelbar an die Verlandungsfläche des Gewässers heran. Im Nordosten reicht der Holzberg unmittelbar bis an den See und bildet ein Hochufer.

#### Naturschutzgebiet Rietzer See
Das Naturschutzgebiet Rietzer See ist ein 1.133,6 Hektar großes Naturschutzgebiet (NSG) im Land Brandenburg. Das NSG liegt etwa sechs Kilometer südöstlich der Stadt Brandenburg an der Havel und etwa 24 Kilometer westlich von Potsdam. Das Areal ist seit 1997 Vogelschutzgebiet und seit 2000 als Naturschutzgebiet ausgewiesen.